# Rudolf Rohlíček
Rudolf Rohlíček (* 14. Juli 1929 in Malacky; † 24. Juni 2009 in Modra) war tschechoslowakischer und slowakischer Parteifunktionär, Ökonom und als Politiker stellvertretender Ministerpräsident und mehrmaliger Minister.

## Politische Karriere
Rohlíček bekam seine Ausbildung an der Ökonomischen Hochschule Bratislava, danach arbeitete er 1948–1959 in der Investitionsbank in Bratislava. 1960–1963 belegte er Seminare an der Politischen Hochschule des Zentralkomitees der KPTsch.
1963–1969 arbeitete Rohlíček im Zentralkomitee der Kommunistischen Partei der  Slowakei und im Zentralkomitee der Kommunistischen Partei der Tschechoslowakei. 1971 wurde er auf dem XIV. Parteitag zum Mitglied des Zentralkomitees der Kommunistischen Partei der Tschechoslowakei gewählt und in dieser Funktion auf den Parteitagen 1976, 1981 und 1986 bestätigt; vom Oktober 1988 bis November 1989 war er zudem Mitglied des Sekretariats des Zentralkomitees.
Obwohl ein Slowake, kandidierte Rohlíček bei diversen Wahlen immer in Böhmen, konkret in verschiedenen Prager Wahlbezirken. 1971 wurde er um Abgeordneten der Föderalen Nationalversammlung und blieb in dieser Funktion bis zum Januar 1990.
Die wichtigste Komponente seiner politischen Laufbahn war jedoch seine Tätigkeit in verschiedenen Regierungen der Tschechoslowakei. Er war in der Zeit 1969–1973 Finanzminister in den Regierungen Oldřich Černík III, Lubomír Štrougal I und Lubomír Štrougal II; nachdem er als Finanzminister durch Leopold Lér abgelöst wurde, war er 1973 bis 1988 stellvertretender Ministerpräsident in den Regierungen  Lubomír Štrougal II, Lubomír Štrougal III, Lubomír Štrougal IV, Lubomír Štrougal V und Lubomír Štrougal VI.
Rohlíček war auch in Gremien des Rates für gegenseitige Wirtschaftshilfe (RGW) tätig: 1969–1973 als Leiter der tschechoslowakischen Delegation bei der Ständigen Kommission des Rates für finanzielle und Devisenfragen, nach 1973 als Repräsentant der Tschechoslowakei beim RGW und Vorsitzender des Rates für die internationale Wirtschafts- und Wissenschaftskooperation.